# 變變變 (陳慧嫻專輯)
《變、變、變》是陳慧嫻第四張粵語專輯，於1987年2月19日由寶麗金發行。

## 關於本專輯
據陳慧嫻憶述，繼上一專輯《反叛》的日式少女形象後，寶麗金銳意為他打造嶄新形象示人。當時的形象設計王小曼，遂特意為陳打造類似美國老牌影星柯德莉夏萍（Audrey Hepburn）的束髻髮型及典雅的紗裙服裝形象。原本的封套設計亦本以夜間的嘉年華會作背景，並以燈光效果映襯陳身後朦朧化的旋轉木馬，營造帶嘉年華繽紛色彩的感覺。然而，因當年寶麗金資金有限，且封套取景地點荔園不容許於夜間開放予私人商業拍攝，故最終只可於荔園日間開放時拍攝，而服裝及形象亦遂轉變為今日所見帶少女可愛色彩的設計。正因如此，陳的束髻髮型與服裝形象略顯格格不入，更反遭歌迷譏笑酷似香港著名甘草演員陳立品之髮型，而得「品姨髻/頭」、「陳立品髻/頭」之嘲。但此形象亦為香港80年代的經典造型之一，而藝人江欣燕並曾於1987年，在無綫電視綜藝節目《歡樂今宵》中金像獎歌曲頒獎典禮1987的模仿環節裡，以同一造型並以「陳慧岩」之名模仿陳慧嫻，演唱惡搞《變、變、變》中第一主打歌《貪、貪、貪》的《奸奸奸》。
此外，本專輯的第四主打歌《去吧！》本非寶麗金屬意的主打歌，而陳慧嫻在灌錄此曲時亦因喉嚨發炎遂令她本人並不太滿意此曲的錄音表現及效果。最終，此曲之所以得以派台而成第四主打歌，實因時任香港電台唱片騎師倪秉郎發掘並選播，始令此曲廣受歌迷及聽眾歡迎。

## 曲目
| 曲序     | 曲目                   |          | 作曲          | 编曲         | 备注                                                  | 时长  |
| -------- | ---------------------- | -------- | ------------- | ------------ | ----------------------------------------------------- | ----- |
| 1.       | 變、變、變變變         | 林敏驄   | 馬場孝幸      | 盧東尼       | 第二主打 改編自早見優的《Monday Shutdown》            | 3:19  |
| 2.       | 貪、貪、貪             | 林振強   | 吉實明宏      | 入江純       | 第一主打 改編自荻野目洋子的《六本木純情派》           | 3:29  |
| 3.       | 天意                   | 小美     | 八田雅弘      | 盧東尼       | 第三主打 改編自高井麻巳子的《シンデレラたちへの伝言》 | 4:00  |
| 4.       | 懶洋洋的下午           | 小美     | 黃尚偉        | 林慕德       | 國語版本為《懶洋洋的下午》                            | 2:51  |
| 5.       | 去吧！                 | 林振強   | 林慕德        | 林慕德       | 第四主打                                              | 3:45  |
| 6.       | 請勿接近               | 向雪懷   | 高橋研        | 入江純       | 改編自早見優的《Love Station》                        | 3:30  |
| 7.       | 鐵心人                 | 林振強   | 林慕德 黃尚偉 | 林慕德       |                                                       | 3:29  |
| 8.       | 最真的愛               | 潘源良   | 林慕德        | 林慕德       |                                                       | 3:56  |
| 9.       | 浪女孩                 | 盧永強   | 大沢譽志幸    | 甘仕良       | 改編自荻野目洋子的《夏のステージ・ライト》            | 4:39  |
| 10.      | 明早                   | 林敏驄   | 林敏怡        | 林敏怡       |                                                       | 4:06  |
| 11.      | 心動（同名電影主題曲） | 盧永強   | Richard Yuen  | Richard Yuen | 電影《心動》主題曲                                    | 4:05  |
| 总时长： | 总时长：               | 总时长： | 总时长：      | 总时长：     | 总时长：                                              | 41:14 |

## 發行版本
- 首版
- 《從頭認識》版：《從頭認識》是將陳慧嫻在寶麗金前12張粵語大碟捆綁發售，2002年6月19日。
- 環球復黑版：2004年9月11日。
- SACD版：隨《頭號女神綻放期 SACD Collection Box Set》捆綁發售，2016年4月7日。
- 圖案黑膠版：2017年4月10日
- 升級復黑王版：隨《青春之讚歌》Boxset捆綁發售，2021年9月20日。

## 音樂錄影帶
- 變、變、變變變
- 貪、貪、貪（TVB版）
- 天意
- 去吧!（TVB版）